# L'Herne
 (octobre 2022).
Pour les articles homonymes, voir Herne.
Pour l’article ayant un titre homophone, voir Lerne.
Les Éditions de l'Herne ou L'Herne sont une maison d'édition française, fondée en 1961 à Paris. 
Les deux collections phares, parmi les huit qui constituent le catalogue sont les « Cahiers » et les « Carnets de L’Herne ». Les grandes monographies blanches, qui comptent à ce jour (juin 2025) environ 140 numéros, sont consacrées à des figures capitales de la littérature et de la pensée.

## Histoire

### Nom
Son nom est un hommage à l’Hydre de Lerne dont les têtes repoussent lorsqu’on les tranche durant les Travaux d'Héraclès. Dominique de Roux ajoute seulement l'apostrophe et Lerne devient l’Herne.

### Sous Dominique de Roux (1956-1973)
De 1956 à 1957 Dominique de Roux et Georges Bez éditent une petite revue ronéotée à trois cents exemplaires et lue par un groupe d'amis (dont Xavier de Roux, le frère de Dominique, Jean Thibaudeau et Bernard Collin) sous le titre de L'Herne. Il y eut sept numéros. 
En 1961, Dominique de Roux transforme cette revue en Cahier dont le premier sera consacré à René Guy Cadou sur une idée de Jean Jégoudez, puis, l'année suivante, à Georges Bernanos. Ainsi vont se développer les « Cahiers de l'Herne », avec, entre 1964 et 1968, l'aide de Jean-Edern Hallier. 
Les numéros suivants de la collection sont consacrés à de grands noms de la littérature et de la poésie, à l'époque également marginaux ou controversés.

### Sous Constantin Tacou (1973 à 2000)
En 1973, après avoir mis en chantier le numéro 21 des Cahiers, consacré à De Gaulle, Dominique de Roux quitte L'Herne pour fonder les « Dossiers H », aux éditions l'Âge d'Homme à Lausanne. C'est alors son associé, Constantin Tacou, cinéaste macédo-roumain à l'Unesco et élève de Georges Dumézil, qui prend le relais. L'Herne se tourne vers les littératures de l'Europe centrale et de l'Est avec une série d'auteurs. 
L'Herne ouvre aussi ses portes au fantastique sans pour autant négliger les contemporains. Fin 2000, Constantin Tacou sort son dernier « Cahier », le numéro 74, consacré à August Strindberg. Son ultime projet d'éditeur, un « Cahier » Cioran, paraît en 2009.

### Sous Laurence Tacou (2000 à nos jours)
À partir de 2000, Laurence Tacou, journaliste qui se dit anarchiste et pense qu'un livre doit "brûler pour changer notre vision du monde", succède à son père à la direction de la maison d'édition qui déménage de la rue de Verneuil pour s'installer au pied de l'Institut, au 22 rue Mazarine, puis, au 2 rue de Bassano. Désormais, L'Herne consacre plus particulièrement ses « Cahiers » à des philosophes et écrivains contemporains. Avec les « Cahiers », l'accent est mis sur des modernes, et en particulier sur des philosophes, penseurs critiques et romanciers.
Depuis 1963, plus de quatre mille collaborateurs, écrivains, universitaires et traducteurs ont contribué aux « Cahiers »[source secondaire souhaitée].
En 2003, l’homme d’affaires Alain Duménil entre au capital de L’Herne. Il est également le mécène d’un prix littéraire, le prix Duménil, qui, chaque année, consacre un auteur de  langue française. Alain Duménil est par ailleurs l’auteur de plusieurs romans.